# B Lab
B Lab è un ente non-profit con sede a Wayne, Pennsylvania, che ha creato e promuove la certificazione B Corporation. La "B" sta per beneficio e certifica le aziende che volontariamente soddisfano i più elevati standard di trasparenza, responsabilità e sostenibilità.
L'obiettivo di B Lab è creare valore per la società, un impatto positivo sulle persone e sull'ambiente non solo per gli attori tradizionali come gli azionisti.
I concetti di Benefit Corporation e B Corporation sono a volte usati in modo intercambiabile.

## Attività
Oltre a rilasciare certificazioni, B Lab promuove a livello governativo l'introduzione dello stato giuridico di Benefit Corporation, Società Benefit in Italia (dal 2016) o Sociedades de Beneficio e Interes Colectivo in Colombia (dal 2018) (La certificazione B Corporation non deve essere confusa con lo status di Benefit Corporation).
B Lab gestisce un sito web separato dedicato alle informazioni sulle Benefit Corporation e ai progressi a livello legislativo.
B Lab si impegna inoltre a portare l'attenzione dei media sul concetto di Benefit Corporation.